# Flügelaltar (Cismar)

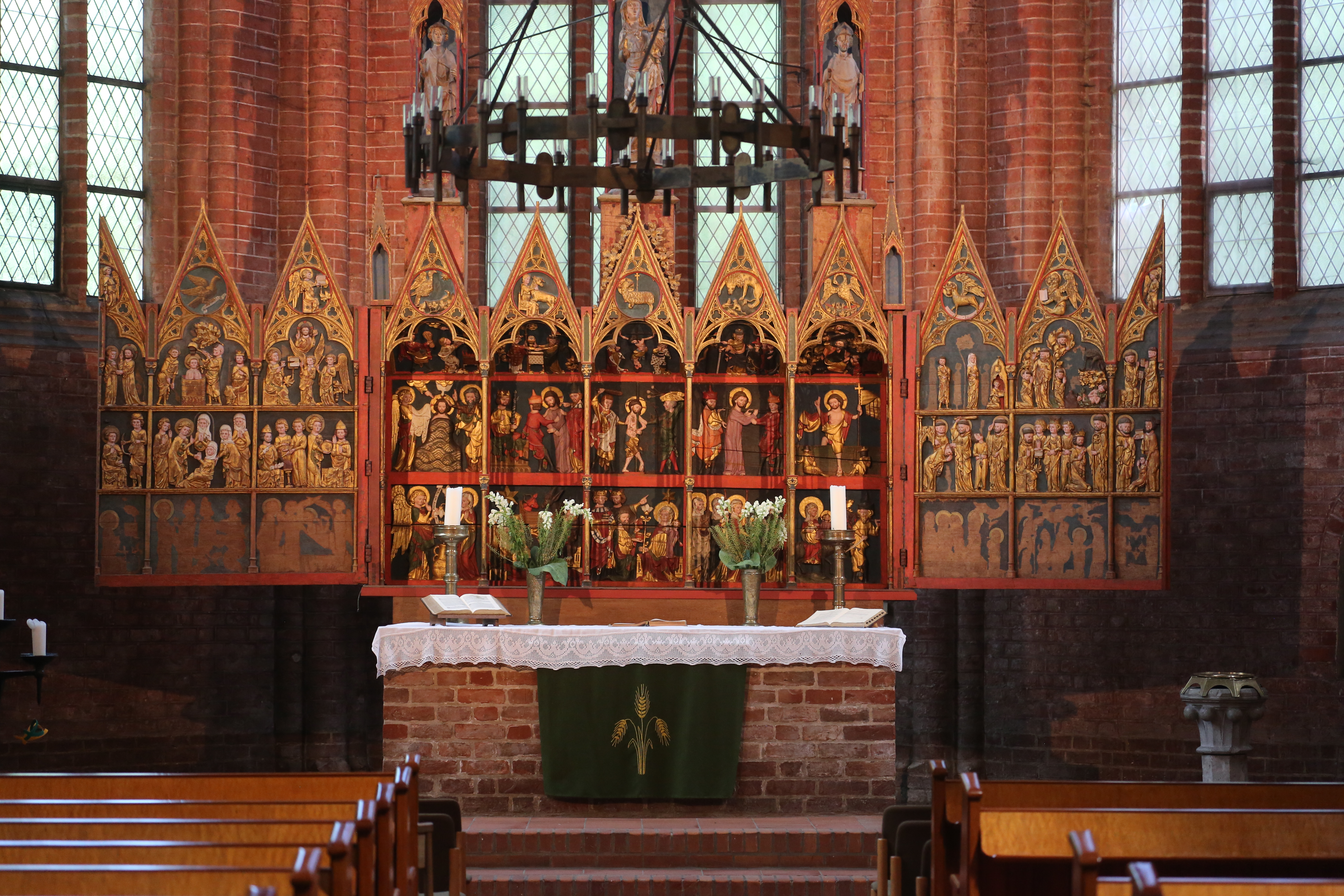
Flügelaltar in der ehemaligen Klosterkirche Cismar

Der Flügelaltar von Cismar steht in der Kirche des ehemaligen Benediktinerklosters in Cismar in Ostholstein. Er entstand kurz nach 1300 und zählt damit zu den ältesten erhaltenen Flügelaltären. Seine Stiftung ist mit Königin Agnes von Dänemark in Verbindung zu bringen. Das Cismarer Kloster war das einzige im Land ihres zweiten Mannes Graf Gerhard II. von Holstein-Plön.

## Beschreibung
Im Zuge der wechselvollen Nutzungs- und Umnutzungsgeschichte der Klosterkirche erlitt auch das Altarretabel Schäden. Von den untersten Figurenreihen der Flügel sind nur noch Silhouetten vorhanden. Das Gemälde der Flügelrückseiten ist nur aus alten Beschreibungen bekannt. Auch das Schnitzwerk des Rahmens zeigt kleinere Abbrüche.
Der Flügelaltar steht heute im Ostabschluss des Chores. Ursprünglich stand er als Kreuzaltar zwischen dem Chor und dem – heute umgebauten und profan genutzten – Langhaus. In dieser Position trennte er den Konvent von den Pilgern und verband sie zugleich. Seine Funktion war eine doppelte, zum einen wurden in ihm die Reliquien des Klosters, vor allem die zentrale Heilig-Blut-Reliquie ausgestellt, zum anderen verwies er durch sein Bildprogramm auf das dahinter liegende Oratorium der Mönche. 
Den Altarschrein überragen drei Turmaufbauten, die in Nischenarchitekturen die Figuren des Evangelisten Johannes, der Gottesmutter mit dem Kind und des hl. Benedikt tragen, also der beiden Klosterpatrone von Cismar und des Ordenspatrons der Benediktiner.
Der Schrein selbst hat eine ungewöhnliche Tiefe; die Bildräume sind durch kunstvolles Ornamentwerk voneinander abgegrenzt. Vor den Bildern waren ursprünglich die zugehörigen Reliquien ausgestellt, die Blutreliquie vor dem Bild des gegeißelten, blutenden Christus, das horizontal und vertikal die Mitte des Retabels bildet.
Im Bildprogramm werden auf drei Ebenen gemäß mittelalterlicher Typologie Altes Testament, Christus und Maria einander zugeordnet. An den Innenseiten sind Szenen aus dem Leben von Johannes dem Evangelisten und Benedikt dargestellt. Letztere Darstellungen gehören zu den ausführlichsten Bildzyklen zu Benedikt von Nursia im Mittelalter. 
Bei den über 50 Darstellungen innen handelt es sich vor allem um Halbreliefs. Die geschlossene Außenseite zeigte den Bildaufbau eines Paramentes mit dem Motiv der „mystischen Hochzeit“ – Christus lehrend mit Segensgestus und Buch, Maria hörend mit Lilienstab –, umgeben von den zwölf Aposteln. 
Der Flügelaltar konnte stufenweise geöffnet werden, so dass jeweils nur Teile der Haupttafel im Innern zu sehen waren. Durch Leuchter vor und auf dem Altar wurde dies inszeniert.